# يوردان فيليبوف
يوردان فيليبوف (بالبلغارية: Йордан Филипов)‏ هو لاعب كرة قدم بلغاري في مركز حراسة المرمى، ولد في 18 يونيو 1946 في صوفيا في بلغاريا، وتوفي بنفس المكان في 27 يوليو 1996. شارك مع منتخب بلغاريا لكرة القدم. أما مع النوادي، فقد لعب مع او في سي سليفن 2000 وسبارتاك بلوفديف وسسكا صوفيا ونادي تشيرنو مور فارنا.

## وصلات خارجية
- يوردان فيليبوف على موقع قاعدة بيانات كرة القدم.إي يو (الإنجليزية)
- يوردان فيليبوف على موقع ناشيونال فوتبول تيمز (الإنجليزية)